# アンドリュー・ボーガット
アンドリュー・マイケル・ボーガット（Andrew Michael Bogut、1984年11月28日 - ）は、オーストラリア・ビクトリア州メルボルン出身の元プロバスケットボール選手。クロアチア系オーストラリア人。ポジションはセンター。身長213cm、体重117.9kg。姚明に次いで、外国人としては史上2人目のNBAドラフト1巡目1位指名選手。

## 経歴
両親がクロアチア移民のボーガットは、メルボルンのクロアチア・コミュニティで生まれ育った。
2003年の世界ジュニア選手権で母国を優勝に導き、MVPを受賞。
2004年にはアテネオリンピックでも平均14.8得点、平均8.8リバウンドと活躍。
その直後のNCAAでは20.4得点、12.2リバウンドの数字を残し、ウッデン賞、ネイスミス賞を始め04-05シーズンの大学MVPを総ナメにした。ユタ大学のレイ・ジアコレッティHCはボーガットを「彼はヨーロッパ人の技術と、アメリカ人のタフネスを兼ね備えたオーストラリア人選手」と形容した。

### NBA
ミルウォーキー・バックス
2005年のNBAドラフトで全体1位でミルウォーキー・バックスに指名されてプロ入りした。なお同年のNFLドラフトでもユタ大学のアレックス・スミスが全体1位で指名された。同じ大学からNBAとNFLでドラフト全体1位指名されたのは史上初であった。
1年目は全82試合に出場し、9.4得点、7.0リバウンド、2.3アシストを記録。チームのプレーオフ進出に貢献し、オールルーキー1stチームに選出された。
2年目には平均得点で2桁を記録し、3年目となった2007-08シーズンには平均14.3得点9.8リバウンドとほぼダブルダブルに近い数字を記録した。またブロックにおいては前シーズンの平均0.5から、リーグ9位となる1.7まで伸ばした。
4年目の2009-10シーズンは飛躍のシーズンとなり、平均15.9得点10.2リバウンド2.54ブロックを記録した。しかし、シーズン終盤に右肘を骨折し、4年振りのプレーオフも欠場。チームはレギュラーシーズン46勝36敗の好成績を残し、プレーオフに挑んだものの、ボーガットの欠場が影響し、1stラウンドでアトランタ・ホークスに3勝4敗で敗れた。「ボーガットがいれば、セミファイナルに進んでいただろう」と評されただけに、悔やまれる欠場となった。
2010-11シーズンは平均2.58ブロックを記録し、ブロック王を受賞した。
ゴールデンステート・ウォリアーズ
2012年3月15日、大型トレードでゴールデンステート・ウォリアーズに移籍。2014-15シーズンは、NBAオールディフェンシブチームのセカンドチームに選出。ウォリアーズは順調にNBAファイナルまで勝ち上がり、ファイナルは同じオーストラリア出身のマシュー・デラベドバか所属するクリーブランド・キャバリアーズとの対戦となったが、見事に4勝2敗でチャンピオンに貢献した。
ダラス・マーベリックス
2016年7月4日、ドラフト指名権とのトレードでダラス・マーベリックスに移籍したが、翌年2月23日にフィラデルフィア・76ersに放出され解雇された。
クリーブランド・キャバリアーズ
2017年3月1日、ゴールデンステート・ウォリアーズ時代に2度NBAファイナルで対決したクリーブランド・キャバリアーズとシーズン終了までの契約を結んだ。しかし、キャバリアーズでの初戦となった2017年3月7日のマイアミ・ヒート戦で守備をした際に左足を骨折。翌日シーズン復帰が絶望となったと報じられた。そして12日、キャバリアーズは新たにラリー・サンダースと契約するためにボーガットを解雇したと発表した。
ロサンゼルス・レイカーズ
2017年9月17日、ロサンゼルス・レイカーズと契約した。2018年1月6日、レイカーズから解雇された。

### NBL
シドニー・キングス
2018年4月24日、シドニー・キングスと2年契約を結んだ。

### 引退
2020年12月1日、自身のポッドキャスト「Rogue Bogues」内で現役引退を表明した。2021年に開催される東京オリンピックへの出場を最後に現役を引退する予定だったが、コンディション面の悪化により2021年まで現役を続行するのは厳しいと判断し、引退を早めることを決断した。ボーガットは「朝ベッドから起きるのですらきつかった。」と話している。

## オーストラリア代表
2006年に日本で開催されたバスケットボール世界選手権にもオーストラリア代表として参加。6試合で12.8得点、6.2リバウンドを記録。ベスト8決定戦では、アメリカ代表を相手に20得点し大敗したチームの中で一人気を吐いた。

## 個人成績

### NBA

#### レギュラーシーズン
| シーズン | チーム | GP  | GS  | MPG  | FG%  | 3P%   | FT%   | RPG  | APG | SPG | BPG  | PPG  |
| -------- | ------ | --- | --- | ---- | ---- | ----- | ----- | ---- | --- | --- | ---- | ---- |
| 2005–06  | MIL    | 82  | 77  | 28.6 | .533 | .000  | .629  | 7.0  | 2.3 | .6  | .8   | 9.4  |
| 2006–07  | MIL    | 66  | 66  | 34.2 | .553 | .200  | .577  | 8.8  | 3.0 | .7  | .5   | 12.3 |
| 2007–08  | MIL    | 78  | 78  | 34.9 | .511 | .000  | .587  | 9.8  | 2.6 | .8  | 1.7  | 14.3 |
| 2008–09  | MIL    | 36  | 33  | 31.2 | .577 | —     | .571  | 10.3 | 2.0 | .6  | 1.0  | 11.7 |
| 2009–10  | MIL    | 69  | 69  | 32.3 | .520 | .000  | .629  | 10.2 | 1.8 | .6  | 2.5  | 15.9 |
| 2010–11  | MIL    | 65  | 65  | 35.3 | .495 | .000  | .442  | 11.1 | 2.0 | .7  | 2.6* | 12.8 |
| 2011–12  | MIL    | 12  | 12  | 30.3 | .449 | .000  | .609  | 8.3  | 2.6 | 1.0 | 2.0  | 11.3 |
| 2012–13  | GSW    | 32  | 32  | 24.6 | .451 | 1.000 | .500  | 7.7  | 2.1 | .6  | 1.7  | 5.8  |
| 2013–14  | GSW    | 67  | 67  | 26.4 | .627 | —     | .344  | 10.0 | 1.7 | .7  | 1.8  | 7.3  |
| 2014–15  | GSW    | 67  | 65  | 23.6 | .563 | —     | .524  | 8.1  | 2.7 | .6  | 1.7  | 6.3  |
| 2015–16  | GSW    | 70  | 66  | 20.7 | .627 | 1.000 | .480  | 7.0  | 2.3 | .5  | 1.6  | 5.4  |
| 2016–17  | DAL    | 26  | 21  | 22.4 | .469 | .000  | .273  | 8.3  | 1.9 | .5  | 1.0  | 3.0  |
| 2016–17  | CLE    | 1   | 0   | 1.0  | —    | —     | —     | .0   | .0  | .0  | .0   | .0   |
| 2017–18  | LAL    | 24  | 5   | 9.0  | .680 | —     | 1.000 | 3.3  | .6  | .2  | .5   | 1.5  |
| 2018–19  | GSW    | 11  | 5   | 12.2 | .500 | —     | 1.000 | 5.0  | 1.0 | .3  | .7   | 3.5  |
| Career   | Career | 706 | 661 | 28.1 | .535 | .120  | .557  | 8.7  | 2.2 | .6  | 1.5  | 9.6  |

#### Playoffs
| シーズン | チーム | GP | GS | MPG  | FG%  | 3P%  | FT%  | RPG  | APG | SPG | BPG | PPG |
| -------- | ------ | -- | -- | ---- | ---- | ---- | ---- | ---- | --- | --- | --- | --- |
| 2007     | MIL    | 5  | 5  | 34.4 | .435 | —    | .375 | 6.2  | 3.4 | .6  | .0  | 8.6 |
| 2014     | GSW    | 12 | 12 | 27.3 | .582 | —    | .348 | 10.9 | 1.8 | .5  | 1.5 | 7.2 |
| 2015     | GSW    | 19 | 18 | 23.2 | .560 | .000 | .385 | 8.1  | 1.9 | .6  | 1.8 | 4.7 |
| 2016     | GSW    | 22 | 22 | 16.6 | .623 | .000 | .357 | 5.7  | 1.4 | .6  | 1.6 | 4.6 |
| 2020     | GSW    | 19 | 6  | 9.4  | .649 | —    | .800 | 3.9  | 1.1 | .3  | .3  | 2.7 |
| Career   | Career | 77 | 63 | 19.3 | .573 | .000 | .397 | 6.7  | 1.6 | .5  | 1.2 | 4.8 |

## プレイスタイル
ローポストに強い7フッター（213cm）で、フィールドゴール成功率が高い。
またセンターとしては非常に高いハンドリング技術とパスセンスを兼ね備えている。
体格や体重が大きいのでキャリア後期は膝の怪我に悩まされており、プレー時間を慎重に管理されている。

## タイトル・受賞
- オールNBA3rdチーム:2010
- NBAオールルーキー1stチーム:2005-06
- NBAブロック王:2011
- NBAオールディフェンシブ2ndチーム:2015